# Московский государственный юридический университет
Московский государственный юридический университет имени О. Е. Кутафина (МГЮА) — федеральное государственное автономное образовательное учреждение высшего образования, ведущее высшее учебное заведение, готовящее специалистов в области юриспруденции. 
История Академии началась в 1931 году, когда в Москве были образованы Центральные заочные курсы советского права (заочный правовой вуз). В 1933 году курсы были переименованы в Центральный заочный институт советского права (ЦЗИСП), который в 1937 году был преобразован во Всесоюзный юридический заочный институт (ВЮЗИ), а в 1990 году — в Московский юридический институт (МЮИ). 6 октября 1993 года МЮИ получил статус Московской государственной юридической академии (МГЮА). Приказом Минобрнауки от 12 октября 2012 года № 812 академия с 1 февраля 2013 года переименована в федеральное государственное бюджетное образовательное учреждение высшего профессионального образования «Московский государственный юридический университет имени О. Е. Кутафина (МГЮА)».

## История Университета[2]

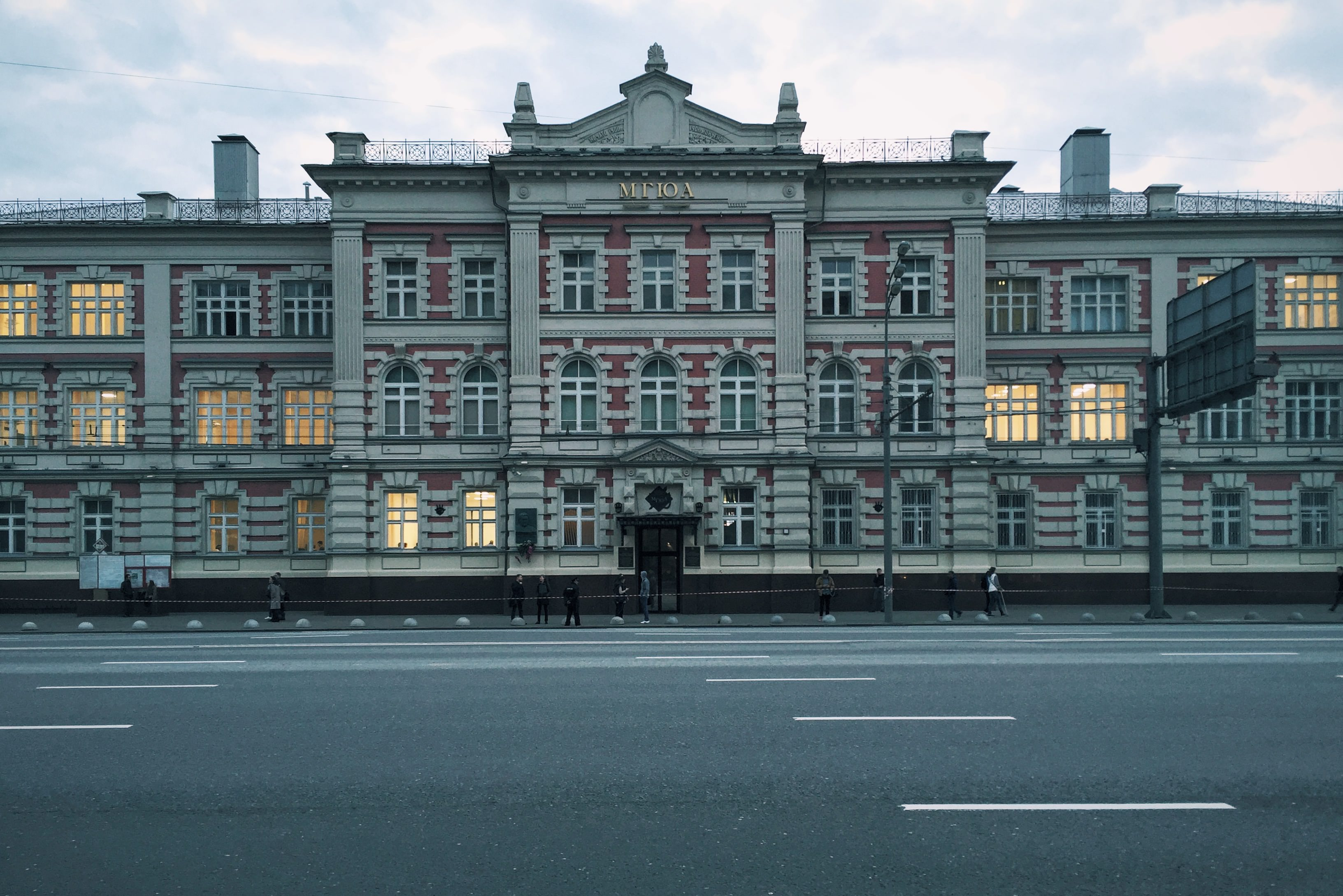
Здание университета на Садовой-Кудринской улице в Москве

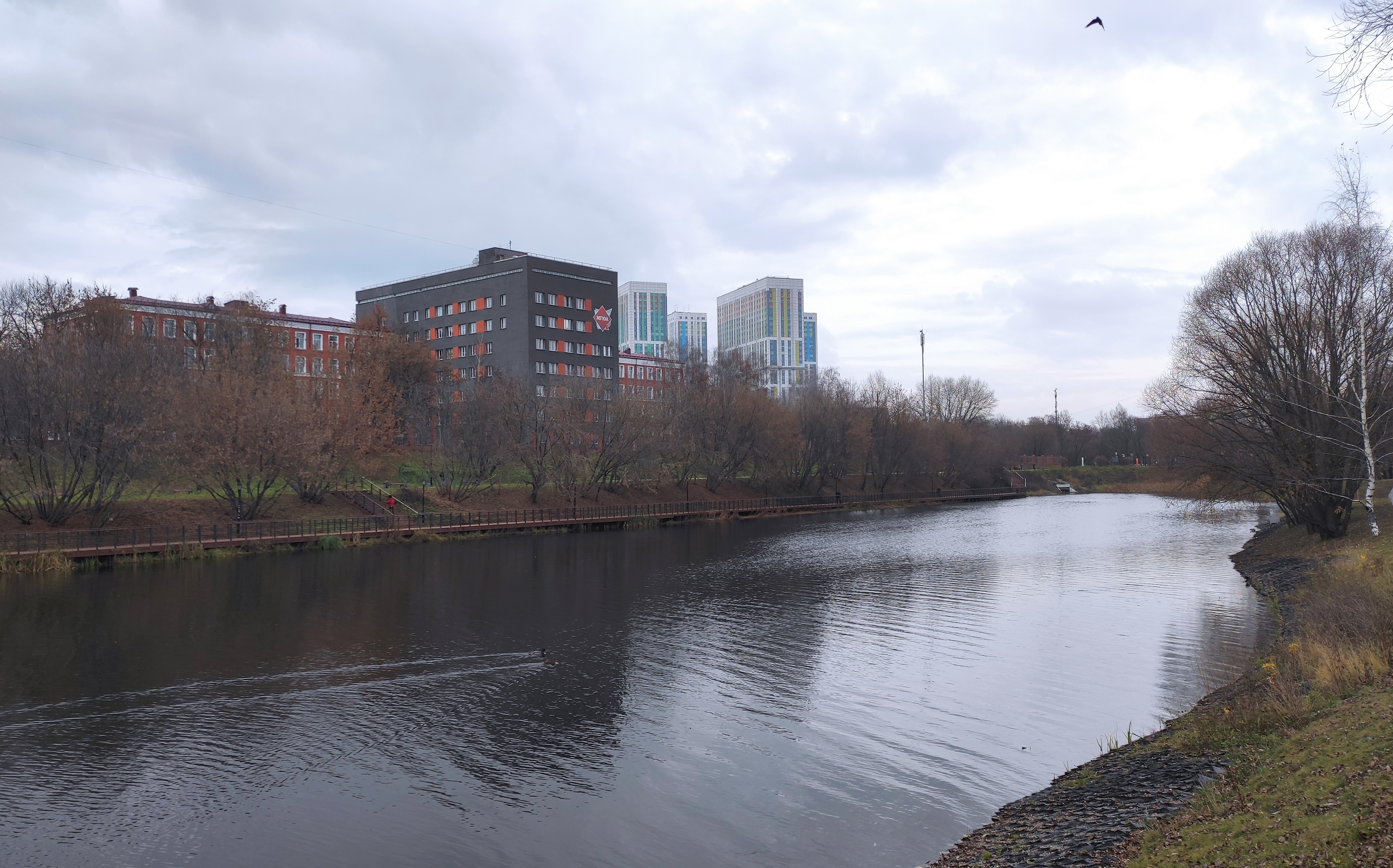
Учебный корпус МГЮА на набережной Шитова (д. 72 корп. 3, тёмно-серый) в Москве

Главное здание Университета находится в историческом месте Москвы на территории древнего села Кудрино. В летописях село упоминается с 1412 года. Некогда оно было собственностью Новинского монастыря, а до того этими землями владел серпуховской князь Владимир Храбрый, двоюродный брат Дмитрия Донского.
В 1764 году Новинский монастырь пришёл в запустение, и его земли были переданы под застройки для офицеров и чиновников. На месте, где сейчас находится Университет, располагалась городская усадьба, принадлежавшая дворянину Г. П. Высоцкому. По традиции того времени здание представляло собой череду взаимосвязанных деревянных строений.
В 1812 году в момент прихода в Москву Наполеона большая часть села Кудрина выгорела. Сгорело и владение Высоцкого. Владельцем усадьбы стал надворный советник  И. А. Хилков Он разбил на территории усадьбы сад, возвёл несколько построек, которые сдавал в наём. Затем владение было приобретено графиней Крейц, а в 1899 году выкуплено у неё городом.
В 1901 году по проекту архитектора А. А. Никифорова. здесь было построено трёхэтажное здание для Московского реального училища. Оно сохранилось до сих пор (в нём располагается первый учебный корпус Университета). На месте сада были возведены каменные жилые корпуса для преподавателей и служителей училища.
В разные годы в Университете работали известные отечественные правоведы: А. Б. Венгеров, М. А. Гурвич , В. С. Мартемьянов, С. П. Митричев, Е. И. Козлова , П. А. Лупинская, В. А. Рясенцев, Е. А. Ровинский, Ю. П. Титов, З. М. Черниловский, М. С. Шакарян, О. Ф. Шишов и многие другие.
Переломным для юридического образования стал 1931 год: в стране ощущался дефицит юридических кадров. До этого времени подготовка юристов по заочной форме осуществлялась на факультетах советского права, крупнейшим из которых был факультет при Московском государственном университете, который был образован четырьмя годами ранее, в1927 году.
В 1931 году на коллегии Наркомата юстиции РСФСР бывшие факультеты советского права было решено преобразовать в самостоятельные институты. 1 июня 1931 года принято Положение о Московском институте советского права, а первым директором Московского института советского права был назначен П. И. Стучка. Одновременно коллегия НКЮ РСФСР постановила организовать заочные курсы по подготовке и переподготовке юристов.
Вопросы организации правовых вузов и подготовки кадров работников юстиции рассматривались на V совещании руководящих работников юстиции 18 июля 1931 года. В принятом на нём постановлении отмечалось, что для скорейшей подготовки и переподготовки кадров работников советской юстиции «без отрыва их от непосредственной практической работы» следует организовать в составе Московского института советского права заочные курсы по правовому образованию.
В том же году Коллегия НКЮ РСФСР принимает Положение о заочном образовании по советскому праву. В соответствии с этим документом руководство заочным образованием осуществлялось Центральными заочными курсами советского права, которые приравнивались к заочному правовому вузу, и в циркуляре от 13 января 1932 года они именовались Заочным институтом советского права.
В 1933 году Коллегия НКЮ РСФСР преобразовала Центральные заочные курсы советского права в Центральный заочный институт советского права (ЦЗИСП) со статусом сектора заочного правового образования Отдела подготовки и переподготовки кадров НКЮ РСФСР. В задачу института входили подготовка, переподготовка и повышение квалификации в форме заочного обучения судебных и прокурорских работников, юрисконсультов и служащих хозяйственных и государственных учреждений.
Постановлением ЦИК и СНК СССР от 5 марта 1935 года «О мероприятиях по развёртыванию и улучшению правового образования» существовавшие на тот период времени институты советского права были переименованы в правовые институты. Центральный заочный институт советского права стал называться Центральным заочным правовым институтом (ЦЗПИ).
Позднее, Постановлением НКЮ РСФСР от 3 июля 1936 года правовые институты получили наименования юридических. Центральный заочный правовой институт стал Центральным юридическим заочным институтом (ЦЮЗИ).
Институт имел на территории РСФСР 7 секторов с 36 консультационными пунктами и 8 филиалов: в Харькове, Минске, Тифлисе (Тбилиси), Баку, Ереване, Ташкенте, Сталинабаде, Ашхабаде, фактически став всесоюзным учебным заведением.
В соответствии с не предназначенным для печати Постановлением СНК СССР № 703 от 29 апреля 1937 года «О передаче в ведение Наркомюста СССР Московского, Ленинградского и Казанского юридических институтов и научно-исследовательского института судебной психиатрии им. профессора Сербского» ЦЮЗИ получил новое название, которое носил 63 года — Всесоюзный юридический заочный институт (ВЮЗИ).
Постановлением Коллегии НКЮ СССР от 18 октября 1940 года к ВЮЗИ была присоединена Всесоюзная заочная правовая академия. Тогда же по-настоящему началась научная работа. Вышел в свет первый номер «Учёных записок ВЮЗИ».
В соответствии с приказом Министерства высшего образования СССР № 421 от 18 мая 1956 года в Москве открылся вечерний факультет при ВЮЗИ.
К 1960 году ВЮЗИ имел 6 заочных факультетов и 6 учебно-консультационных пунктов.
В 1987 году О. Е. Кутафин впервые в советской практике высшей школы избран ректором ВЮЗИ на заседании Учёного совета (на альтернативной основе).
10 февраля 1988 года приказом Министерства высшего образования СССР № 98 в ВЮЗИ открыта дневная форма обучения.
26 сентября 1990 года на основе Постановления Совета Министров СССР № 974 ВЮЗИ был преобразован в Московский юридический институт (МЮИ) (приказ Госкомобразования СССР от 17.10.1990 № 660), поскольку наличие дневной формы обучения никак не соответствовала сохранению в названии слова «заочный».
6 октября 1993 года Московский юридический институт переименован в Московскую государственную юридическую академию (в соответствии с приказом Государственного комитета РФ по высшему образованию № 245 от 06.10.1993).
4 декабря 2008 года ушёл из жизни основатель академии О. Е. Кутафин. 23 декабря 2008 года был принят Указ Президента Российской Федерации № 1814 «Об увековечении памяти О. Е. Кутафина». 12 февраля 2009 года утверждено Распоряжения Правительства Москвы № 206 РП «О присвоении Московской государственной юридической академии имени О. Е. Кутафина».
В 2015 году Приказом Минобрнауки России от 13.10.2015 № 1138 Университет получил свое нынешнее название.
За все годы своего существования ВЮЗИ—МЮИ—МГЮА—Университет имени О. Е. Кутафина (МГЮА) создал 43 факультета по всей стране. Затем на их базе были организованы заочные и очные отделения и факультеты в 27 университетах и в трёх юридических вузах СССР. Факультеты, филиалы и учебно-консультационные пункты появились более чем 30 городах. Таким образом, Университет оказал помощь в организации и создании ряда известных юридических факультетов и вузов.
В настоящее время МГЮА имеет 13 институтов, 38 кафедр, более 20 научных школ, более 180 000 выпускников. Кроме того, в университете работают: один академик РАН, один член-корреспондент РАН, более 180 докторов и 550 кандидатов наук, 14 заслуженных деятелей науки РФ, 15 заслуженных юристов РФ, 4 заслуженных работников высшей школы РФ, 13 почётных работников высшего профессионального образования РФ, 12 академиков других академий.
По данным сайта Диссернет, более 15 профессоров и доцентов МГЮА подозреваются в участии в защите диссертаций, содержащих некорректные заимствования.

## Рейтинги

### Forbes
В 2018 году, по версии журнала Forbes, Университет занял 14 место в рейтинге «100 лучших вузов России».
В 2019 году, по версии журнала Forbes, Университет занял 61 место в рейтинге «100 лучших вузов России».
В 2020 году, по версии журнала Forbes, Университет занял 60 место в рейтинге «100 лучших вузов России».
В 2021 году, по версии журнала Forbes, Университет занял 56 место в рейтинге «100 лучших вузов России».
В 2022 году, по версии журнала Forbes, Университет занял 35 место в рейтинге «100 лучших вузов России».  
В 2024 году, по версии журнала Forbes, Университет занял 35 место в рейтинге «100 лучших вузов России».  

### Другие
В 2015 году по мнению читателей портала «ПРАВО.RU» МГЮА им. О. Е. Кутафина являлся лучшим юридическим вузом страны.
В 2022 году Университет занял 1301—1400 место в Международном рейтинге «Три миссии университета».  
В 2022 году Университет занял 30 место в рейтинге вузов России по версии рейтингового агентства РАЭКС Аналитика и и 25 место в рейтинге влиятельности вузов России (RAEX), 2022.

## Кафедры МГЮА
В Университете имени О. Е. Кутафина (МГЮА) созданы следующие кафедры:
- Адвокатуры
- Административного права и процесса
- Банковского права
- Бизнес-права
- Гражданского права
- Гражданского и административного судопроизводства
- Интеграционного и европейского права
- Интеллектуальных прав
- Информационного права и цифровых технологий
- Истории государства и права
- Конкурентного права
- Конституционного и муниципального права
- Криминалистики
- Криминологии и уголовно-исполнительного права
- Международного права
- Международного частного права
- Налогового права
- Нотариата
- Организация судебной и прокурорско-следственной деятельности
- Правового моделирования
- Предпринимательского и корпоративного права
- Семейного права
- Спортивного права
- Судебных экспертиз
- Теории государства и права
- Трудового права и права социального обеспечения
- Уголовного права
- Уголовно-процессуального права
- Управления и экономики
- Финансового права
- Экологического и природоресурсного права
- Энергетического права
- Английского языка № 1
- Английского языка № 2
- Иностранных языков
- Практической юриспруденции
- Физического воспитания
- Философии и социологии

### Филиалы МГЮА
В течение всего времени существования ВЮЗИ — МГЮА постоянно изменялась филиальная сеть, создавались новые филиалы, большинство из которых впоследствии становились самостоятельными вузами. В настоящее время в составе МГЮА действуют:
- Оренбургский институт (филиал) (Оренбург, ул. Комсомольская, 50), образован в 1941 году[16];
- Северо-Западный институт (филиал) (Вологда, ул. Марии Ульяновой, 18), образован в 1968 году[17];
- Волго-Вятский институт (филиал) (Киров, ул. Ленина, 99 — главный корпус, ул. Московская, 30 — юридический адрес), образован в 1971 году[18];

|                                            |                                |                                        |
| Северо-Западный институт (филиал), Вологда | Оренбургский институт (филиал) | Волго-Вятский институт (филиал), Киров |

## Издаваемые научные журналы
Московский государственный юридический университет имени О. Е. Кутафина издаёт ряд научных журналов, в том числе:
- KUTAFIN UNIVERSITY LAW REVIEW
- Lex Russica
- Актуальные проблемы российского права
- Вестник Университета имени О.Е. Кутафина (МГЮА)
- Право и цифровая экономика
- Российское право онлайн

## Руководство
- Мальсагов Магомед Гайтиевич (1937)
- Карасёв Яков Афанасьевич (1938—1939)
- Шалюпа Михаил Павлович (октябрь 1939 — 1941)
- Хорохорин Михаил Васильевич (ноябрь 1941 — 1942)
- Ушомирский Владимир Петрович (февраль 1942)
- Денисов Андрей Иванович (январь 1943)
- Кожевников Фёдор Иванович (1943—1945)
- Вощилин Степан Степанович (1945)
- Шнейдер Михаил Абрамович (март — апрель 1946)
- Давыдов Александр Никитич (июль 1946 — январь 1947)
- Бутов Фёдор Михайлович (май 1947 — март 1948)
- Стороженко Григорий Васильевич (март 1948 — сентябрь 1949)
- Карасёв Яков Афанасьевич (октябрь 1949 — январь 1953)
- Калинин Георгий Степанович (январь 1953 — октябрь 1954)
- Мокичев Константин Андреевич (ноябрь 1954 — апрель 1961; ректор — апрель 1961 — 1969)
- Андреев Виталий Семёнович (1969—1980)
- Здравомыслов Борис Викторович (1980—1987)
- Кутафин Олег Емельянович (1987—2007)
- Блажеев Виктор Владимирович (с 31 июля 2007 — настоящее время)

## Известные выпускники
См. Категория:Выпускники Московского юридического университета
Среди выпускников академии числятся известные юристы, экономисты и политические деятели:
- Абрамович, Роман Аркадьевич (р. 1966) —   российский и британский предприниматель, миллиардер и государственный деятель.
- Андреева, Екатерина Сергеевна (р. 1965) — российская телеведущая информационной программы «Время» на «Первом канале» с 1998 года.
- Барщевский, Михаил Юрьевич (р. 1955) —  российский адвокат, полномочный представитель Правительства Российской Федерации в высших судебных инстанциях, доктор юридических наук, знаток телеклуба «Что? Где? Когда?».
- Газзаев, Валерий Георгиевич (р. 1954) —  советский футболист, футбольный тренер, государственный и политический деятель.
- Исаев, Игорь Андреевич (р. 1945) — советский и российский историк права, специалист в области истории государства и права России.
- Кучерена, Анатолий Григорьевич (р. 1960) — российский адвокат, доктор юридических наук, профессор, председатель Общественного совета при МВД РФ.
- Лебедев, Игорь Владимирович (р. 1972) — российский политический деятель, старший сын Владимира Жириновского.
- Москалькова, Татьяна Николаевна (р. 1955) — советский и российский деятель органов внутренних дел, государственный и политический деятель, Уполномоченный по правам человека в Российской Федерации.
- Пашаев, Эльман Магеррам оглы (р. 1971) — российский адвокат, получивший известность в результате участия в деле актёра Михаила Ефремова.
- Собянин, Сергей Семёнович (р. 1958) — советский и российский государственный и политический деятель. Мэр Москвы с 21 октября 2010 года.
- Цискаридзе, Николай Максимович (р. 1973) — артист балета, педагог, народный артист России, ректор Академии русского балета им. А.Я. Вагановой.